# Fusil-mitrailleur Type 97
Pour les articles homonymes, voir Type 97.
La mitrailleuse lourde Type 97  (九七式車載重機関銃 Kyū-nana-shiki shasai jū-kikanjū) était la mitrailleuse standard utilisée à bord des tanks et des blindés japonais de l'Armée impériale japonaise durant la Seconde Guerre mondiale. Elle fut aussi utilisée comme arme d'infanterie et fut parfois employée dans les avions de la Marine impériale japonaise